# Turné čtyř můstků 2015/2016
64. ročník Turné čtyř můstků začal 29. prosince 2015 v německém Oberstdorfu na můstku Schattenbergschanze HS137. Na Nový rok pokračoval závodem v Garmisch-Partenkirchenu, kde se skákalo na Große Olympiaschanze HS140. Z Německa se turné přesunulo do rakouského Innsbrucku na můstek Bergiselschanze HS130 (3. ledna) a závěr turné obstaral můstek Paul-Ausserleitner-Schanze HS140 v Bischofshofenu 6. ledna 2016.

## Průběžné pořadí Turné
| *  | Skokan               | Body celkem | Oberstdorf | Garmisch   | Innsbruck | Bis'hofen |
| -- | -------------------- | ----------- | ---------- | ---------- | --------- | --------- |
| 1  | Peter Prevc          | 572.6       | 299.9 (3)  | 272.7 (1)  | '         | '         |
| 2  | Severin Freund       | 564.0       | 307.2 (1)  | 256.8 (3)  | '         | '         |
| 3  | Michael Hayböck      | 551.5       | 304.2 (2)  | 247.3 (5)  | '         | '         |
| 4  | Kenneth Gangnes      | 548.7       | 288.6 (6)  | 260.1 (2)  | '         | '         |
| 5  | Anders Fannemel      | 537.3       | 295.8 (4)  | 241.5 (7)  | '         | '         |
| 6  | Johann Andre Forfang | 529.6       | 278.8 (8)  | 250.8 (4)  | '         | '         |
| 7  | Stefan Kraft         | 526.3       | 287.7 (7)  | 238.6 (9)  | '         | '         |
| 8  | Noriaki Kasai        | 521.6       | 290.6 (5)  | 231.0 (12) | '         | '         |
| 9  | Richard Freitag      | 520.1       | 276.5 (9)  | 243.6 (6)  | '         | '         |
| 10 | Andreas Wank         | 496.3       | 264.5 (13) | 231.8 (11) | '         | '         |
| 11 | Simon Ammann         | 494.6       | 267.3 (12) | 227.3 (13) | '         | '         |
| 12 | Andreas Wellinger    | 487.4       | 261.0 (15) | 226.4 (14) | '         | '         |
| 13 | Roman Koudelka       | 487.3       | 246.3 (24) | 241.0 (8)  | '         | '         |
| 14 | Stephan Leyhe        | 485.3       | 263.5 (14) | 221.8 (17) | '         | '         |
| 15 | Daiki Itó            | 480.3       | 246.3 (24) | 234.0 (10) | '         | '         |
| -- | --                   |             |            |            |           |           |
| 23 | Jakub Janda          | 453.6       | 247.7 (22) | 205.9 (27) | '         | '         |
| 34 | Lukáš Hlava          | 318.7       | 106.6 (43) | 212.1 (25) | '         | '         |
| 39 | Jan Matura           | 204.7       | '          | 204.7 (28) | '         | '         |

### Oberstdorf
HS137 Schattenbergschanze, Německo

29. prosinec 2015

| *   | Jméno           | 1. (m) | 2. (m) | Body  | Body TM (Poř.) | Body SP (Poř.) |
| --- | --------------- | ------ | ------ | ----- | -------------- | -------------- |
| 1   | Severin Freund  | 126,0  | 137,5  | 307,2 | 307,2 (1)      | 499 (2)        |
| 2   | Michael Hayböck | 130,0  | 139,0  | 304,2 | 304,2 (2)      | 337 (4)        |
| 3   | Peter Prevc     | 129,5  | 130,0  | 299,9 | 299,9 (3)      | 624 (1)        |
| 4   | Anders Fannemel | 130,5  | 129,0  | 295,8 | 295,8 (4)      | 150 (14)       |
| 5   | Noriaki Kasai   | 127,0  | 133,5  | 290,6 | 290,6 (5)      | 191 (10)       |
| -   | --              | --     | --     | --    | --             |                |
| 22  | Jakub Janda     | 120,5  | 121,5  | 247,7 | 247,7 (22)     | 80 (21)        |
| 24  | Roman Koudelka  | 122,5  | 121,5  | 246,3 | 246,3 (24)     | 159 (13)       |
| 43  | Lukáš Hlava     | 110,0  | --     | 106,6 | 106,6 (43)     | 46 (30)        |
| DNQ | Jan Matura      | --     | --     | --    | --             | 6 (48)         |

### Garmisch-Partenkirchen
HS140 Große Olympiaschanze, Německo

1. leden 2016

| *  | Jméno                | 1. (m) | 2. (m) | Body  | Body TM (Poř.) | Body SP (Poř.) |
| -- | -------------------- | ------ | ------ | ----- | -------------- | -------------- |
| 1  | Peter Prevc          | 133,5  | 136,0  | 272,7 | 572,6 (1)      | 724 (1)        |
| 2  | Kenneth Gangnes      | 132,0  | 134,0  | 260,1 | 548,7 (4)      | 490 (3)        |
| 3  | Severin Freund       | 133,5  | 132,5  | 256,8 | 564,0 (2)      | 559 (2)        |
| 4  | Johann Andre Forfang | 128,0  | 133,5  | 250,8 | 529,6 (6)      | 366 (5)        |
| 5  | Michael Hayböck      | 131,0  | 132,0  | 247,3 | 551,5 (3)      | 382 (4)        |
| -  | --                   | --     | --     | --    | --             |                |
| 8  | Roman Koudelka       | 129,0  | 128,0  | 241,0 | 247,7 (13)     | 191 (13)       |
| 25 | Lukáš Hlava          | 123,0  | 122,0  | 212,1 | 246,3 (34)     | 52 (28)        |
| 27 | Jakub Janda          | 121,0  | 121,0  | 205,9 | 106,6 (23)     | 84 (22)        |
| 28 | Jan Matura           | 114,0  | 123,5  | 204,7 | 204,7 (39)     | 9 (48)         |

### Innsbruck
HS130 Bergiselschanze, Rakousko

4. leden 2016

| *  | Jméno                | 1. (m) | 2. (m) | Body  | Body TM (Poř.) | Body SP (Poř.) |
| -- | -------------------- | ------ | ------ | ----- | -------------- | -------------- |
| 1  | Peter Prevc          | 125.0  | 132.0  | 269.5 | 842.1 (1)      | 824 (1)        |
| 2  | Severin Freund       | 122.5  | 128.0  | 258.4 | 822.4 (2)      | 639 (2)        |
| 3  | Kenneth Gangnes      | 126.5  | 124.0  | 251.5 | 800.2 (3)      | 550 (3)        |
| 4  | Johann Andre Forfang | 122.0  | 124.0  | 249.7 | 779.3 (5)      | 416 (5)        |
| 5  | Michael Hayböck      | 119.0  | 123.5  | 247.5 | 799.0 (4)      | 427 (4)        |
| -  | --                   | --     | --     | --    | --             |                |
| 13 | Roman Koudelka       | 116.0  | 124.0  | 231.3 | 718.6 (12)     | 211 (12)       |
| 15 | Jan Matura           | 117.5  | 120.0  | 226.6 | 431.3 (32)     | 25 (40)        |
| 20 | Lukáš Hlava          | 119.0  | 120.5  | 224.7 | 543.4 (27)     | 63 (26)        |
| 32 | Jakub Janda          | 117.5  | --     | 105.3 | 558.9 (24)     | 84 (23)        |

### Bischofshofen
HS140 Paul-Ausserleitner-Schanze, Rakousko

6. leden 2016

| * | Jméno | 1. (m) | 2. (m) | Body | Body TM (Poř.) | Body SP (Poř.) |
| - | ----- | ------ | ------ | ---- | -------------- | -------------- |
| 1 | [[]]  |        |        |      |                |                |
| 2 | [[]]  |        |        |      |                |                |
| 3 | [[]]  |        |        |      |                |                |
| 4 | [[]]  |        |        |      |                |                |
| 5 | [[]]  |        |        |      |                |                |
| - | --    | --     | --     | --   | --             |                |